# 七品芝麻官 (1998年电视剧)
电视剧《七品芝麻官》以豫剧《七品芝麻官》为蓝本。片长20集，1998年封镜。
《七品芝麻官》的故事发生在明嘉靖年间，奸臣严嵩当权。其妹严氏在乡里横行。小小的七品县官唐成被称为红薯秀才，但他却惩治了严氏。最后唐成被迫弃官回家，重操旧业，再次上街卖红薯。与戏剧电影相比，本剧加入唐成与春娥、林秀英的爱情情节。

## 制作人员
- 导演：刘跃飞

## 演员名单
- 巩汉林　饰　唐成[3]
- 陈燕伊　饰　林秀英
- 小牛得草饰
- 侯耀华　饰
- 刘亚津　饰
- 李　丁　饰
- 金　珠　饰　唐成婶婶